# Hoterodes ausonia
Hoterodes ausonia là một loài bướm đêm trong họ Crambidae.